# Mozak u plamenu
Mozak u plamenu: Mojih mjesec dana ludila (eng. Brain on Fire: My Month of Madness), memoarsko djelo američke novinarke Susannah Cahalan. Djelo je o njenim iskustvima što je proživjela kad se iznenada teško razboljela od bolesti koja je drastično utjecala na njeno ponašanje, raspoloženje, sjećanje. Nakon što je izliječena ustanovivši da je njen medicinski slučaj u SAD bio jedinstven, odlučila je istražiti ga. Rezultat njenog istraživanja bila je ova knjiga koju je objavila 2013. godine. Postala je ogroman američki bestseler. Po knjizi je 2016. godine snimljen istoimeni film, Mozak u plamenu.

## Sažetak
Liječnici su prvo sumnjali da ima psihičkih problema, te da je psihijatarski slučaj, kasnije joj davali druge netočne dijagnoze, no sretna je okolnost bila što se za njen slučaj zainteresirao jedan sirijski liječnik, koji se slučajno u toj bolnici nalazio na praksi, a koji je brzo shvatio što joj je. Činilo mu se da se ona razboljela od jedne vrlo rijetke i strašno agresivne upale mozga. Nakon više testova, koje joj je dao, utvrdio je da je njegova dijagnoza bila točna. Imao je već ranije u svojoj praksi sličnih slučajeva te vrlo rijetke vrste upale mozga, pa je znao kako je treba liječiti. On ju je ne samo izliječio, nego joj je, kad se počela oporavljati, pomogao rekonstruirati što joj se tih mjesec dana događalo. Uz pomoć raznih svjedočanstava onih koji su je liječili i njegovali, te njenih prijatelja i rođaka ona napisala ovu uzbudljivu knjigu o tom mjesecu kada je bila luda. No, ona u knjizi objavljuje i detaljni opis svoje bolesti kako se drugi ljudi koji obole od iste bolesti zbog neznanja liječnika ne bi našli u sličnoj situaciji.